# Atemknie

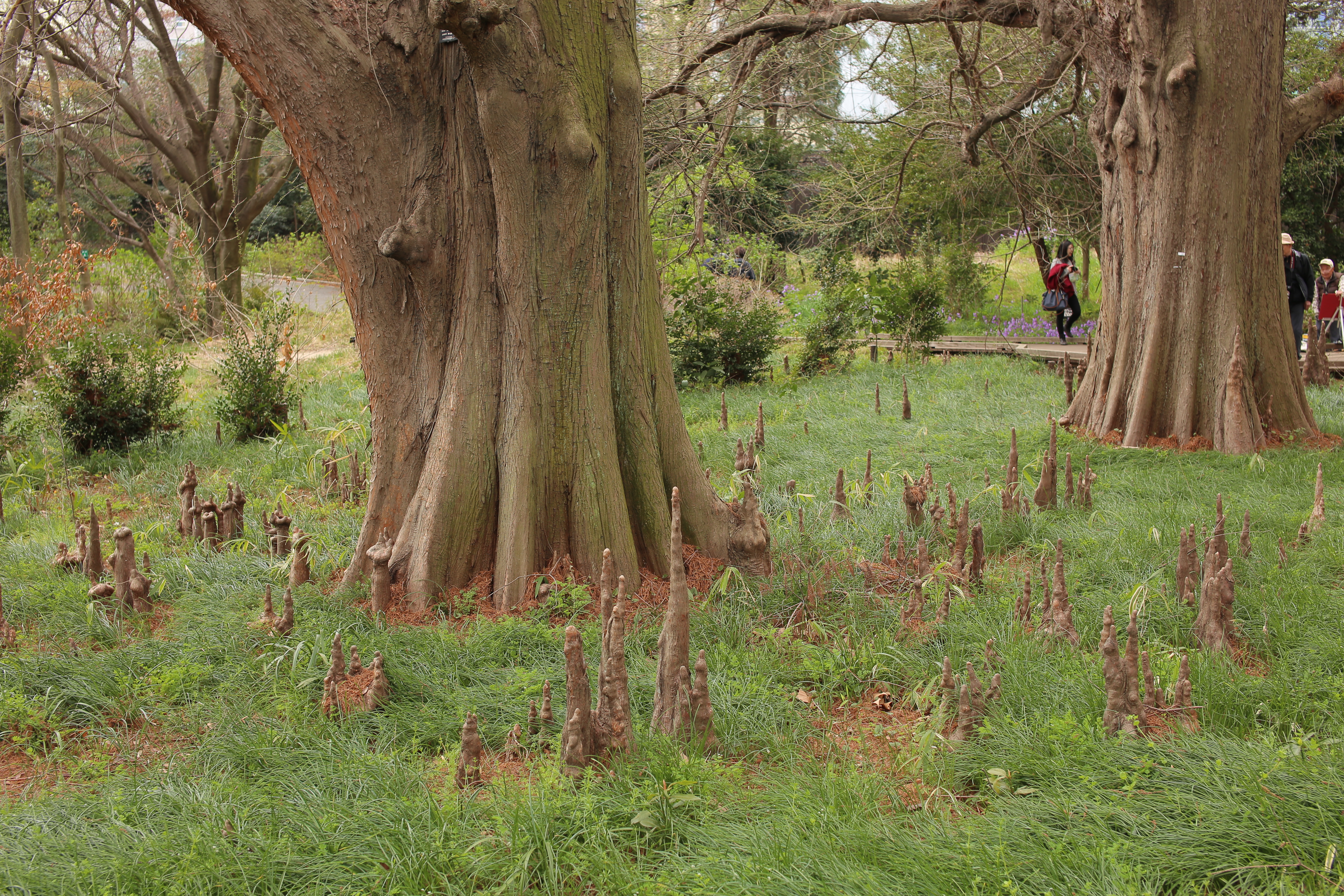
Atemknie eines Baums im Shinjuku Park in Tokio

Atemknie, Kniewurzeln oder Luftknie werden von einigen Sumpf- und Mangrovenbäumen ausgebildet. Sie durchbrechen als Wurzelschlaufen oder negativ-gravitrope (in Gegenrichtung der Schwerkraft wachsende) Auswüchse des horizontal orientierten, oberflächennahen unterirdischen Wurzelsystems die Bodenoberfläche. Atemknie dienen als Pneumatophoren; ihr Aerenchym (Durchlüftungsgewebe) gewährleistet den Gasaustausch des unterirdischen Wurzelsystems im sauerstoffarmen Sediment. 
Taxa mit Atemknien:
- Aufrechte Sumpfzypresse, China-Zypresse, Echte Sumpfzypresse: Zypressengewächse
- Bruguiera, Ceriops: Rhizophoragewächse
- Xylocarpus: Mahagonigewächse